# José Manuel Martínez Bande
 José Manuel Martínez Bande (Guecho, 7 de septiembre de 1907 - Madrid, 5 de junio de 2001) fue un militar e historiador español, especializado en la historia militar de la guerra civil española.

## Biografía
Estudió Derecho en la Universidad Central de Madrid, por la que se licenció. Durante la Guerra Civil fue alférez provisional y, al terminar la guerra, permaneció en el ejército en servicio activo. Oficial del Arma de Artillería, desarrolló gran parte de su carrera en el Servicio Histórico Militar, hoy Instituto de Historia y de Cultura Militar, donde fue jefe de la sección de la guerra de España de 1936. Se retiró con el empleo de coronel.
La obra histórica de Martínez Bande está basada en la explotación de fuentes originales de ambos bandos conservadas en el archivo del Servicio. Sus trabajos más importantes son las monografías sobre la Guerra Civil que escribió para el Servicio Histórico Militar.
En su faceta de publicista, Martínez Bande escribió artículos de opinión en la tercera del rotativo madrileño ABC.

## Valoración de su obra
En la literatura anglosajona las obras de Martínez Bande son citadas con frecuencia como fuente de autoridad en el terreno de la historia militar de la Guerra Civil.[cita requerida]
En la literatura histórica española, la obra de Martínez Bande es valorada según la orientación ideológica de quien escribe. Autores de izquierda descalifican a Martínez Bande como franquista, mientras que los autores de derechas suelen considerar sus libros objetivos y bien documentados.

## Libros publicados
- La intervención comunista en la guerra de España (1936-1939). Servicio Informativo Español. Madrid, 1965.
- Monografías de la guerra española, Madrid, Editorial San Martín, 1968-1985, en las que se aborda en 18 volúmenes, algunos de ellos reeditados, la evolución de las operaciones militares.
  - La marcha sobre Madrid, n.º 1,[3] 1968, ISBN 84-7140-207-6
  - La lucha en torno a Madrid en el invierno de 1936-1937, n.º 2, 1968, ISBN 84-7140-326-2
  - La campaña de Andalucía, n.º 3, 1969, ISBN 84-7140-245-9
  - La guerra en el Norte (hasta el 31 de marzo de 1937), n.º 4, 1969,[3] ISBN 84-7140-187-8
  - La invasión de Aragón y el desembarco en Mallorca, n.º 5, 1970
  - Vizcaya, n.º 6, 1971
  - La ofensiva sobre Segovia y la batalla de Brunete, n.º 7, 1972
  - El final del frente Norte, n.º 8, 1972
  - La gran ofensiva sobre Zaragoza,  n.º 9, 1973, ISBN 84-7140-060-X
  - La batalla de Teruel,  n.º 10, 1974, ISBN 84-7140-088-X
  - La llegada al mar, n.º 11, 1975, ISBN 84-7140-115-0
  - La ofensiva sobre Valencia, n.º 12, 1977, ISBN 84-7140-142-8
  - La batalla del Ebro, n.º 13, 1978, ISBN 84-7140-197-3[4]
  - La campaña de Cataluña, n.º 14, 1979, ISBN 84-7140-177-0
  - La batalla de Pozoblanco y el cierre de la bolsa de Mérida, n.º 15, 1981, ISBN 84-7140-195-9
  - Los asedios, n.º 16, 1983, ISBN 84-7140-214-9
  - El final de la Guerra Civil, n.º 17, 1985, ISBN 84-7140-232-7
  - La lucha por la Victoria, vol. I y vol. II, n.º 18, 1990-1991, ISBN 84-7140-277-7
- Las Brigadas Internacionales, Barcelona: Plaza y Janés, 1973[5]
- La lucha por la Victoria, Madrid: San Martín, 1990-1991, ISBN 84-7140-277-7
- Los cien últimos días de la República, Barcelona, Luis Caralt, 1973, 324 págs.[3]
- Por qué fuimos vencidos: testimonios clave de la derrota del Ejército Popular de la República. Madrid: Prensa Española, Colección Los Tres dados, 1974, ISBN 978-84-287-0332-1[6]
- El frente de Madrid, Barcelona: Luis de Caralt, 1976, ISBN 978-84-217-5728-4
- Los años críticos: República, conspiración y Alzamiento, Madrid: Ediciones Encuentro, 2007, ISBN 978-84-7490-883-1 (obra póstuma).